# Doryopteris rufa
Doryopteris rufa là một loài dương xỉ trong họ Pteridaceae. Loài này được Brade mô tả khoa học đầu tiên năm 1929.